# Mouterhouse
Mouterhouse é uma comuna francesa na região administrativa de Grande Leste, no departamento de Mosela. Estende-se por uma área de 42,6 km². Em 2010 a comuna tinha 315 habitantes (densidade: 7,4 hab./km²).